# Montsauche-les-Settons
 Montsauche-les-Settons  es una población y comuna francesa, situada en la región de Borgoña, departamento de Nièvre, en el distrito de Ville de Château-Chinon y cantón de Montsauche-les-Settons.

## Demografía
| 917 | 855 | 849 | 746 | 714 | 610 |
| Para los censos de 1962 a 1999 la población legal corresponde a la población sin duplicidades (Fuente: INSEE [Consultar]) |     |     |     |     |     |